# ریش‌مرغان توکانی
ریش‌مرغان توکانی (نام علمی: Semnornithidae) نام یک تیره از راسته دارکوب‌سانان است.

## گونه‌ها
- Prong-billed barbet, Semnornis frantzii
- Toucan barbet, Semnornis ramphastinus